# Forță Lorentz
În electrodinamică se numește forță Lorentz forța exercitată de un câmp electromagnetic asupra unei sarcini electrice punctiforme {\displaystyle q\,} aflată în mișcare cu viteza {\displaystyle \mathbf {v} .} și câmpul magnetic {\displaystyle \mathbf {B} \,} este inducție, în sistemul internațional de unități.
{\displaystyle \mathbf {F} =q\left(\mathbf {v} \times \mathbf {B} \right)\,.}
Ea a fost postulată de fizicianul olandez Hendrik Lorentz și reprezintă de fapt definiția acestor câmpuri în funcție de forțele măsurabile experimental.

## Forța lui Laplace
Experiența a demonstrat că asupra unui conductor parcurs de curent electric și aflat într-un câmp magnetic se exercită o forță magnetică.
Analizând experiențele lui Oersted, Ampère, Laplace a stabilit formula acestei forțe {\displaystyle {\vec {F}}_{L}} care se exercită asupra unui segment rectiliniu de conductor, numită și forța lui Laplace:
{\displaystyle {\vec {F}}_{L}=i\cdot {\vec {l}}\times {\vec {B}},}
unde:
- i= intensitatea curentului electric care străbate conductorul;
- {\displaystyle {\vec {l}}=} lungimea segmentului de conductor orientat în sensul curentului
- {\displaystyle {\vec {B}}=} inducția magnetică a câmpului (considerat uniform).

Forța lui Laplace este o manifestare macroscopică a forței lui Lorentz.

## Forța Lorentz șilegea inducției electromagnetice
Considerăm o buclă conductoare parcursă de un curent electric și aflată într-un câmp magnetic.
Forța electromotoare ce apare în fir este:
{\displaystyle {\mathcal {E}}=-{\frac {\mathrm {d} \Phi _{B}}{\mathrm {d} t}}}
unde:
{\displaystyle \Phi _{B}=\int \int _{\Sigma (t)}\mathrm {d} A\cdot B(r,t).}